# Geropa concolor
Geropa concolor é uma espécie de cerambicídeos da tribo Achrysonini, com distribuição nos Estados Unidos e México.

## Biologia
A espécie hospeda-se em algumas espécies de Fabaceae e de Ulmaceae. Os adultos emergem de março a novembro.